# ماريان ألفاريز
ماريان ألفاريز (بالإسبانية: Marián Álvarez)‏ هي ممثلة إسبانية، ولدت في 1 أبريل 1978 بمدريد في إسبانيا.

## وصلات خارجية
- ماريان ألفاريز على موقع IMDb (الإنجليزية)
- ماريان ألفاريز على موقع ميوزك برينز (الإنجليزية)
- ماريان ألفاريز على موقع قاعدة بيانات الفيلم (الإنجليزية)